# Revolució Abbàssida
La Revolució Abbàssida es refereix a la caiguda del califat omeia (661-750), el segon dels quatre grans califats en la història de l'islam, pel tercer, el Califat Abbàssida (750-1258). Va arribar al poder tres dècades després de la mort del profeta musulmà Mahoma i immediatament després del Califat Rashidun. Els omeies eren un imperi àrab feudal que governava sobre una població que era majoritàriament no àrab i no musulmana. Els no àrabs van ser tractats com a ciutadans de segona classe, sense importar que es convertissin o no a l'islam, i aquest descontentament a través de religions i ètnies finalment va conduir a derrocar el califat Omeia. La família abbàssida va afirmar haver descendit d'al-Abbas, un oncle del profeta.
La revolució essencialment va marcar el final de l'imperi àrab i el començament d'un estat més multiètnic a l'Orient Mitjà. És recordada com una de les revolucions millor organitzades durant el seu període en la història, que va orientar el focus del món islàmic cap a l'est.

## Antecedents
Pels anys 740, l'Imperi Omeia es trobava en estat crític; una disputa sobre la successió el 744 es va transformar en la Tercera guerra civil musulmana, que es va estendre per tot l'Orient Mitjà durant dos anys. A l'any següent, ad-Dahhak ibn Qays aix-Xaybaní va iniciar una rebel·lió kharigistes que va continuar fins al 746. Al mateix temps que això, va esclatar una rebel·lió en reacció a la decisió de Marwan II per traslladar la capital de Damasc a Haran, fet que va provocar la destrucció d'Homs, no va ser fins a l'any següent que Marwan II va ser capaç de pacificar les províncies; la revolució abbàssida va començar en pocs mesos.
Nasr ibn Sayyar va ser nomenat governador del Gran Khorasan per Hixam ibn Abd-al-Màlik el 738. Es va mantenir en el seu càrrec al llarg de la guerra civil, sent confirmat com a governador per Marwan II.
D'extensió territorial àmplia i de baixa densitat de població, el Gran Khorasan, significava que els habitants àrabs -tant militars com civils- vivien fora de les casernes construïdes durant l'expansió de l'Islam. Això contrastava amb la resta de les províncies omeies, on els àrabs tendien a recloure's en fortaleses i evitar la interacció amb la gent del lloc. Els colons àrabs a Khorasan van deixar el seu estil de vida tradicional i es van establir entre els nadius iranians. Mentre que els matrimonis mixtos amb àrabs en altres llocs de l'Imperi van arribar a prohibir-se, es va convertir lentament en un hàbit a l'est de Khorasan; i com que els àrabs van començar a també a adoptar els vestits perses i la influència d'ambdues llengües, les barreres ètniques es van anar suprimint.

## Causes
El suport a la revolució abbàssida va venir de persones de diversos orígens, amb quasi tots els nivells de la societat donant suport a l'oposició armada al govern omeia. Això es va veure especialment pronunciat entre els musulmans d'origen no àrab, encara que també els àrabs musulmans es ressentien del govern omeia i l'autoritat centralitzada sobre el seu estil de vida nòmada. Tant els sunnites com els xiïtes van donar suport als esforços per enderrocar els omeies, a l'igual dels súbdits no musulmans de l'imperi que es ressentien per la discriminació religiosa.

### Disconformitat entre els musulmans xiïtes

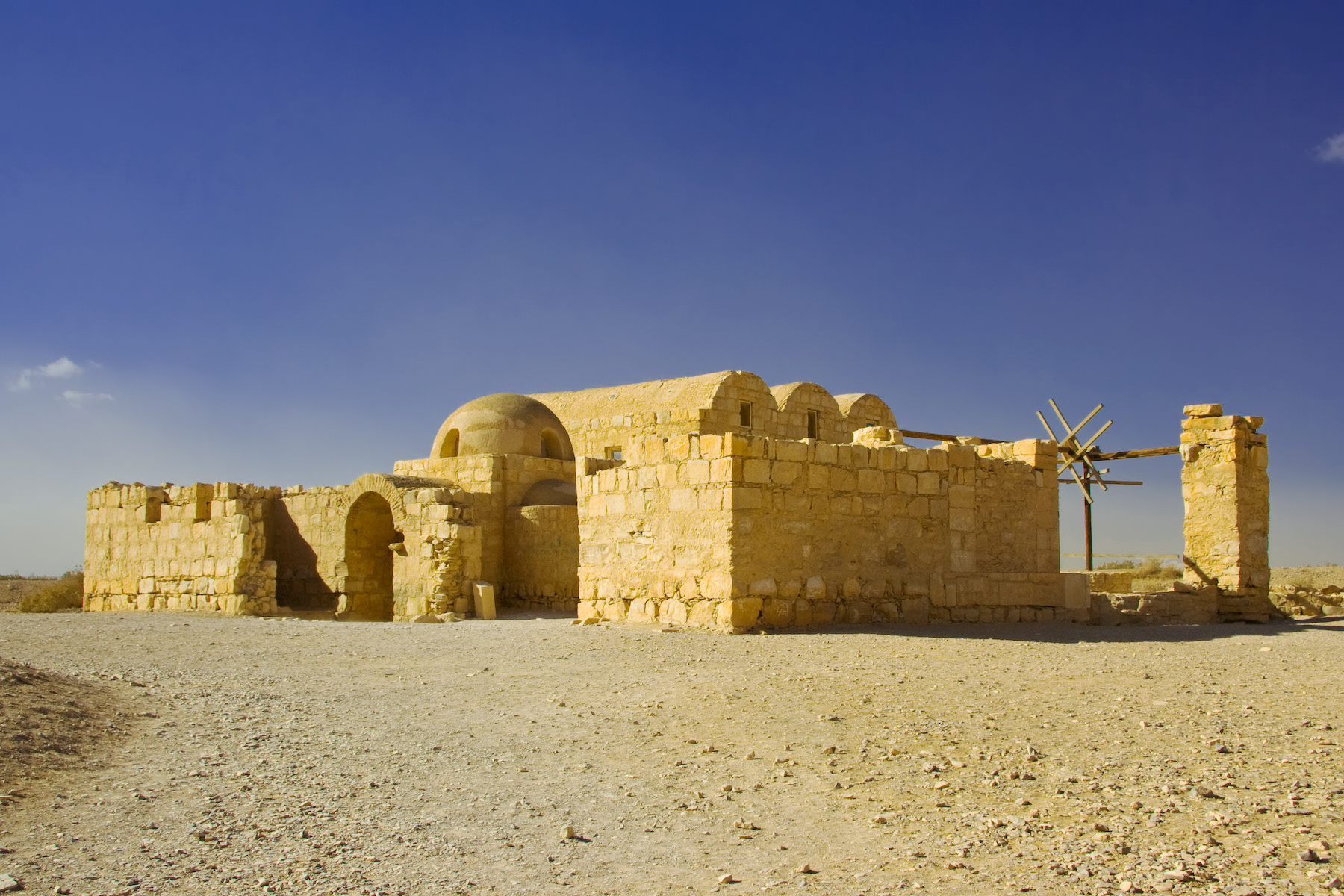
Restes del palau Qasr Amra al desert de Jordània, on els prínceps omeies eren coneguts per la seva indulgència i extravagància.

Després de la batalla de Karbala que va conduir a la massacre d'al-Hussayn ibn Alí ibn Abi-Tàlib, net de Mahoma, i els seus parents i companys per l'exèrcit omeia l'any 680, els xiïtes van utilitzar aquest esdeveniment com un crit de guerra de l'oposició contra els omeies. Els abbàssides també van utilitzar la memòria de Karbala per guanyar suport popular contra els omeies.
El moviment Kaysaniyya va ser en gran part responsable d'iniciar els esforços finals contra la dinastia omeia, inicialment amb l'objectiu de substituir els omeies amb un alida de la família governant. Fins a cert punt, la revolució contra els omeies va ser una associació amb les idees xiïtes. Ja havien succeït diverses revoltes xiïtes contra el govern omeia, encara que van ser sobre el desig del governant alida, Zayd ibn Alí ibn al-Hussayn ibn Alí ibn Abi-Tàlib qui va lluitar contra els omeies a l'Iraq, mentre que Abd-Al·lah ibn Muàwiya fins i tot va establir un govern temporal sobre Pèrsia. El seu assassinat no només va augmentar el sentiment anti-omeia entre els xiïtes, sinó que també va donar a tots dos grups xiïtes i sunnites de l'Iraq i de Pèrsia un motiu de guerra comuna. Al mateix temps, la captura i assassinat de les principals figures de l'oposició xiïtes van convertir els abbàssides com els únics adversaris reals per al buit que deixarien els omeies.
Els abbàssides van mantenir silenci sobre la seva intenció, simplement van indicar que volien un califa que fos descendent de Mahoma. Per a molts xiïtes va suposar, naturalment, que això significava un governant alida, una creença que els abbàssides van encoratjar tàcitament per obtenir el suport xiïta. Encara que els abbàssides eren membres del clan Banu Hàixim, rivals dels omeies, la paraula haiximita sembla referir-se específicament a Abd-Allah ibn Muhammad ibn al-Hanafiyyah, un net d'Alí ibn Abi-Tàlib i fill de Muhàmmad ibn al-Hanafiyya. D'acord amb unes certes tradicions, Abd-Allah va morir el 717 a Humeima, a la casa de Muhàmmad ibn Ali Abbasi, cap de la família abbàssida, i abans de morir anomenat Muhammad ibn Ali com el seu successor. Encara que l'anècdota es considera una fantasia, a l'època, va permetre als abbàssides reunir els partidaris de la frustrada revolució de al-Mukhtar ibn Abi-Ubayd ath-Thaqafí, que s'havien presentat a ells mateixos com els seguidors de Muhàmmad ibn al-Hanafiyya. En el moment en què la revolució estava en ple apogeu, la majoria Kaysanita xiïta havia transferit la seva lleialtat a la dinastia abbàssida -en el cas de l'Haiximita-, o s'havien convertit a altres branques del xiisme i els kaysanites van deixar d'existir.

### Disconformitat entre musulmans sunnites no àrabs
L'estat omeia és recordat com un estat àrab-cèntric, organitzat per al benefici d'aquells que eren ètnicament àrabs musulmans. Els musulmans no àrabs es van ressentir en la seva posició social marginal i van ser fàcilment arrossegats a l'oposició abbàssida contra el govern dels omeies. Els àrabs van dominar la burocràcia i l'exèrcit, i s'allotjaven en fortaleses separades de la població local fora d'Aràbia. Fins i tot després de convertir-se a l'islam, els no àrabs o mawla no podien viure en aquestes ciutats de guarnició i no se'ls va permetre treballar per al govern ni podien ocupar càrrecs d'oficial a l'exèrcit omeia i a més a més havien de pagar l'impost «yizia» com els no musulmans. Els no musulmans, -no convertits a l'Islam-, sota el govern omeia estaven subjectes a aquests mateixos mandats. El matrimoni racial entre àrabs i no àrabs era estrany. Quan es produïa, solament es permetia entre un home àrab i una dona no àrab, mentre que els homes no àrabs, per regla general no podien casar-se amb una dona àrab.
Encara que els governants àrabs van adoptar els mètodes més sofisticats iranians de l'administració governamental, als no àrabs se'ls va continuar impedint aconseguir posicions socials, i ni tan sols se'ls va permetre portar roba d'estil àrab. Gran part d'aquesta disconformitat va provocar el moviment Shu'ubiyya, una afirmació de la igualtat racial i cultural no àrab amb els àrabs. El moviment va guanyar suport entre els egipcis, sirians i amazics, encara que va ser més pronunciat el suport entre els iranians.

#### La repressió de la cultura iraniana

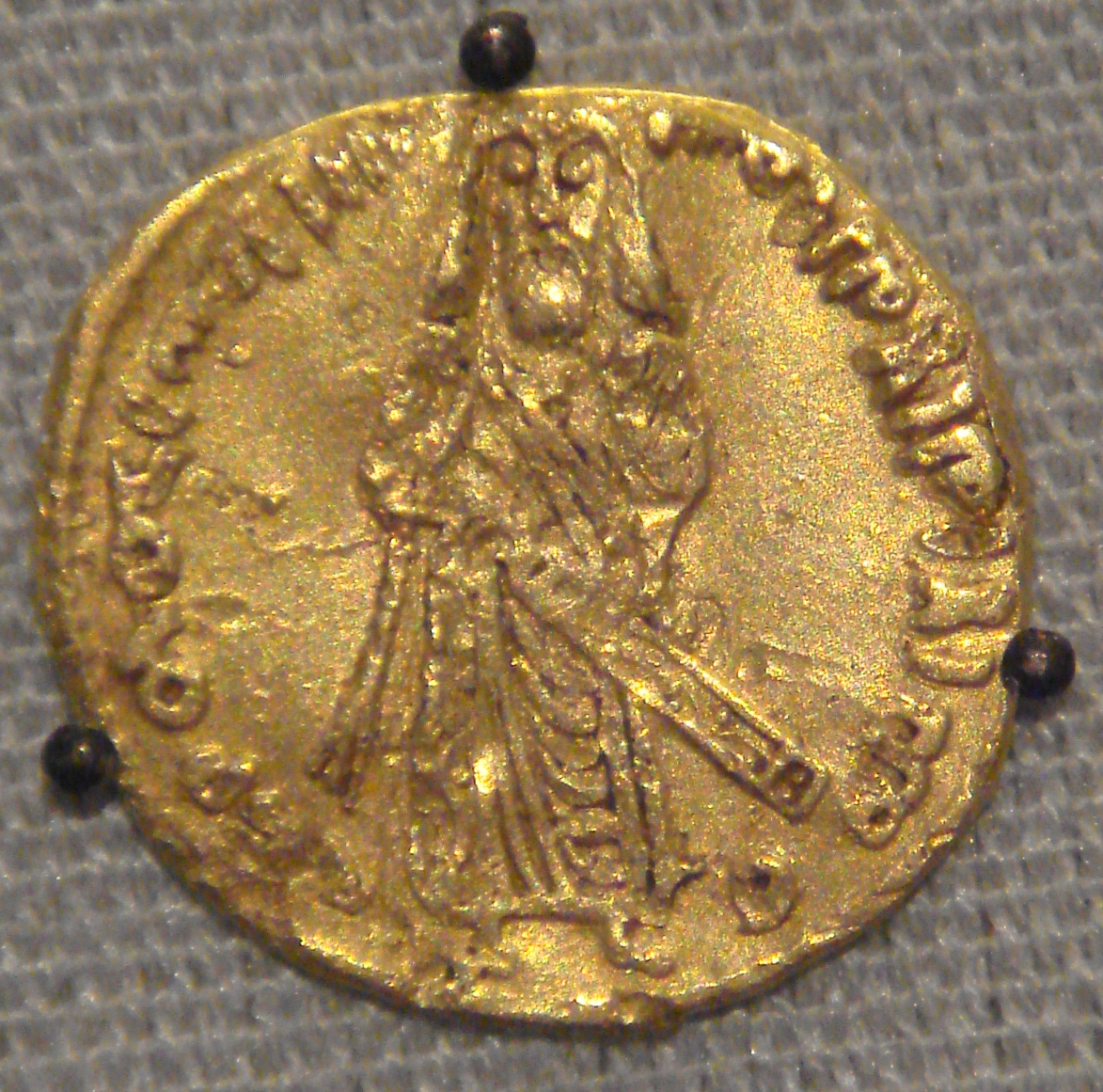
Moneda representant al califa omeia Abd al-Malik ibn Marwan.

La prematura conquesta musulmana de Pèrsia es va acoblar amb una política anti-iraniana d'arabització que va conduir a molta disconformitat. La polèmica omeia del governador al-Hajjaj ibn Yusuf que estava molest per l'ús del persa com la llengua de la cort a l'imperi islàmic oriental, va fer que donés ordre que totes les llengües escrites i parlades perses fossin suprimides tant en el govern com també entre el públic en general, per força si fos necessari. Els historiadors contemporanis registren que al-Hajjaj va contribuir a la desaparició de la llengua coràsmica, estretament relacionada amb el persa. Una vegada que els omeies es van expandir a Coràsmia -un bastió de la civilització iraniana a l'est- al-Hajjaj va ordenar l'execució de qualsevol que pogués llegir o escriure l'idioma, fins al punt que només va quedar la gent analfabeta.

### Disconformitat entre els no musulmans
El suport a la revolució abbàssida va ser un dels exemples primers de persones de diferents religions que es van alinear per una causa comuna. Això es va deure en gran part a les polítiques dels omeies que van ser considerades particularment opressives per a qualsevol que no practiqués una fe que no fos l'Islam. Al 741, els omeies van decretar que els no musulmans no podien servir en llocs governamentals. Els abbàssides eren conscients d'aquest descontentament, i van fer esforços per equilibrar tant el seu caràcter musulmà com la seva circumscripció parcialment no musulmana.
La persecució dels seguidors de Zoroastre va ser part d'una política estatal durant l'època omeia. Al-Hajjaj ibn Yusuf presumptivament va matar tots els sacerdots seguidors de Zoroastre durant la conquesta de les terres iranianes de l'est, cremant tota la literatura zoroàstrica i destruint la majoria dels edificis religiosos. L'aristocràcia no musulmana al voltant de la ciutat de Merv va donar suport als abbàssides, i així va conservar el seu estatus com una classe privilegiada del govern, independentment de les creences religioses.

## Esdeveniments

### Elaboració
Prop de l'any 719, des d'Haiximiyya van començar a cercar adeptes a Gran Khorasan. La seva campanya s'emmarca com una de proselitisme. Van buscar suport per a «un membre de la Casa del Profeta que serà agradable a tothom», (الرضا من ءآل محمد) sense fer menció explícita dels abbàssides. Aquestes campanyes van tenir èxit entre els àrabs i els no àrabs, encara que aquests últims van tenir un paper particularment important al creixement del moviment. Una sèrie de rebel·lions xiïtes -per kaysanites, Haiximiyya i xiïtes dominants- va tenir lloc en els últims anys del govern dels omeies, al mateix temps que els ànims estaven roent entre els contingents sirians de l'exèrcit omeia amb relació a les aliances i els mal tractes durant la segona, i la tercera fitna.
En aquest moment Kufa era el centre de l'oposició al govern omeia, sobre tot dels partidaris i xiïtes d'Alí ibn Abi-Tàlib. Cap als anys 741-742 Abu-Múslim va tenir, allà mateix, el seu primer contacte amb els abbàssides, i, finalment, va ser presentat al cap d'abbàssida, Imam Ibrahim, a La Meca. Prop del 746, Abu-Múslim va assumir la direcció de l'Hashimiyya a Gran Khorasan. A diferència de les revoltes dels alides que eren obertes i directes sobre les seves demandes, els abbàssides, juntament amb els aliats hashimites, es van elaborar lentament en un moviment clandestí de resistència a la dominació omeia. Les xarxes secretes van ser usades per construir una base de poder de suport en les terres musulmanes orientals per assegurar l'èxit de la revolució. Aquesta elaboració no només va tenir lloc just després de la revolta de Zayd a l'Iraq, sinó també simultàniament amb la rebel·lió amaziga a Ibèria i el Magreb, la rebel·lió ibadí al Iemen i Hiyaz, i la tercera fitna de l'Àndalus, amb la revolta d'al-Hàrith ibn Surayj a Khurasan i l'Àsia central, tot va succeir simultàniament amb la revolució mateixa. Els abbàssides passaven el seu temps de preparació veient com l'Imperi Omeia era assetjat dintre de si mateix en les quatre direccions cardinals, i l'Escola d'Estudis Orientals i Africans amb el seu professor G. R. Hawting ha afirmat que, també si els governants omeies haguessin estat conscients de les preparacions dels abbàssides, no hauria estat possible mobilitzar-se contra ells.

#### Revolta d'Ibn Surayj
Ibn Surayj va començar la seva revolta l'any 746 a Merv sense èxit al principi i també perdent el seu secretari Yahm bin Safwan. Després d'unir-se amb les forces d'altres faccions rebels, Ibn Surayj va conduir Nasr ibn Sayyar i les forces omeies a Nixapur; les dues faccions es van creuar entre si poc després, i Ibn Surayj fou derrotat. El Khorasan occidental va ser controlat per Abdallah Ibn Muawiya de moment. A l'estiu de 747, Ibn Sayyar va demanar la pau, que va ser acceptada pels rebels restants. El líder rebel va ser assassinat per un fill d'Ibn Surayj en un accés de venjança, mentre que al mateix temps, una altra revolta xiïta havia començat als pobles. Finalment els rebels restants va signar l'acord de pau i Ibn Sayyar va tornar al seu lloc com a governador a Merv a l'agost de 747 -just després que Abu-Múslim va iniciar una nova revolta amb els seus.

### Fase Khorasan
El 9 de juny del 747, Abu-Múslim va iniciar amb èxit una rebel·lió oberta contra el govern omeia, que es va portar a terme sota el signe de l'Estendard Negre. Prop de 10.000 soldats eren sota el comandament d'Abu-Múslim, quan les hostilitats van començar oficialment a Merv. El 14 de febrer del 748 es va establir el control de Merv, expulsant el governador omeia Nasr ibn Sayyar, a menys d'un any després que aquest havia derrotat la revolta d'Ibn Surayj, i enviat un exèrcit cap a l'oest.
El nou oficial abbàssida Qàhtaba ibn Xabib at-Taí, junt amb els seus fills Hàssan ibn Qàhtaba i Humayd ibn Qàhtaba, va perseguir Ibn Sayyar fins Nixapur i després els va empènyer més cap a l'oest a Qumis, a la part oest de l'Iran. Aquest mateix any al-Ta'i va derrotar una força omeia de 10.000 homes a Gorgan. Ibn Sayyar es va reagrupar com a comandant, amb reforços del califa a Rayy, solament perquè aquesta ciutat caigués; una vegada més, Ibn Sayyar va fugir cap a l'oest i va morir el 9 de desembre de 748, mentre tractava d'arribar a Hamedan. At-Taí va marxar cap a l'oest a través de Khorasan, vencent una forta força omeia de 50.000 homes a Esfahan al març de 749.
A Nahavand, els omeies van intentar fer la seva última resistència a Khorasan. Forces omeies que fugien d'Hamedan i la resta dels homes d'Ibn Sayyar es van unir a ells. Qàhtaba va derrotar un contingent de socors omeies de Síria, mentre que el seu fill Hàssan ibn Qàhtaba va assetjar Nahavand durant més de dos mesos. Les unitats militars omeies de Síria van arribar a un acord, salvant la seva pròpia vida mitjançant la traïció a les unitats omeies de Khorasan que van ser tots condemnats a mort. Després de quasi noranta anys, el govern omeia a Khorasan havia arribat a la seva fi.

### Fase Mesopotàmia

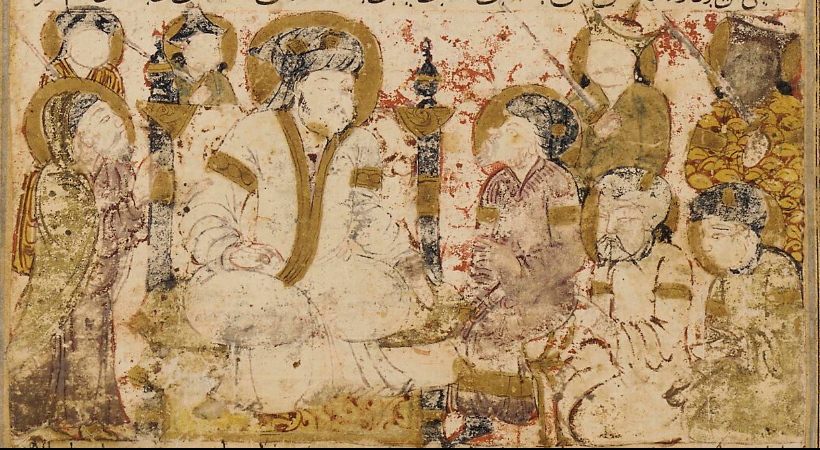
Foli dels registres d'Abu-Alí Muhàmmad ibn Muhàmmad al-Balamí representant a As-Saffah com rep promeses de lleialtat a Kufa.

Els abbàssides no van perdre temps i després de Khorasan van marxar cap a Mesopotàmia. L'agost de 749, el comandant omeia Yazid Ibn Umar al-Fazari va tractar de respondre a les forces d'al-Ta'i abans que poguessin arribar a Kufa, els abbàssides van llançar una incursió nocturna a les forces d'al-Fazari abans que tinguessin l'oportunitat de preparar-se. Durant la incursió, el mateix al-Ta'i finalment va ser mort en batalla. Malgrat la pèrdua, al-Fazari va ser derrotat i va fugir amb les seves forces a Wasit. El setge de Wasit va tenir lloc des del mes d'agost del 749 fins a juliol del 750. Encara que un comandant militar respectat s'havia perdut, una gran part de les forces omeies van quedar atrapades a l'interior de Wasit, mentre que les accions militars més ofensives van ser realitzades.
Al mateix temps que el setge de l'any 749, els abbàssides van creuar l'Eufrates i van prendre Kufa. El fill de Khàlid ibn Abd-Al·lah al-Qasrí-un oficial omeia que havia estat torturat fins a la mort uns anys abans- va iniciar una revolta pro-abbàssida des de la fortalesa de la ciutat. El 2 de setembre del 749, Hàssan ibn Qàhtaba acabava d'entrar i instal·lar-se just a la ciutat. Una certa confusió va seguir quan Abu-Salama, un oficial abbàssida, empès per un líder Alí, confident d'Abu-Múslim Abu-Jahm va informar del que estava succeint, i els abbàssides van actuar de forma preventiva. El divendres, 28 de novembre del 749, abans que el setge de Wasit hagués acabat, As-Saffah, besnet de l'oncle de Mahoma Abbàs ibn Abd-al-Múttalib, va ser reconegut com el nou califa en la mesquita de Kufa. Abu-Salama, que va ser testimoni de com dotze comandants militars de la revolució prometien lleialtat, es va avergonyir de la seva actuació.
Tan bon punt les forces de Qahtaba van marxar des de Khorasan a Kufa, també ho van fer les forces d'Abd-Al·lah ibn Alí i Abu-Awn sobre Mossul. En aquest punt, Marwan II va mobilitzar les seves tropes d'Haran i va avançar cap a la Mesopotàmia. El 16 de gener del 750 les dues forces es van trobar en la riba esquerra d'un afluent del Tigris en la batalla del Gran Zab, i nou dies més tard Marwan II va ser derrotat i el seu exèrcit va quedar completament destruït. La batalla es considera com el que finalment va cloure el destí dels Omeies. Tot el que Marwan II podia fer era fugir cap a Egipte a través de Síria. Mentre els abbàssides anaven en la seva persecució cada ciutat omeia es va anar retent al seu pas.
Damasc va ser conquerida pels abbàssides per l'abril, i a l'agost Marwan II i la seva família van ser localitzats per una petita força dirigida per Sàlih ibn Alí ibn Abd-Al·lah (el germà d'Abd-Al·lah ibn Alí) i van ser assassinats a Egipte. Al-Fazarí, el comandant omeia a Wàssit, es va mantenir en el poder fins i tot després de la derrota de Marwan II al gener. Els abbàssides li van prometre l'amnistia al juliol, però immediatament després de sortir de la fortalesa el van executar. Després de quasi tres anys de rebel·lió, l'estat omeia va arribar a la seva fi.

## Tàctiques

### Igualtat ètnica
Militarment, l'organització de la unitat dels abbàssides va ser dissenyada amb l'objectiu de la igualtat ètnica i racial entre els partidaris. Quan Abu-Múslim va reclutar diversos oficials àrabs i iranians al llarg de la Ruta de la Seda, els va registrar no basant-se en les seves afiliacions tribals o ètnic-nacionals, sinó en el seu lloc de residència actual. Això va disminuir sobre manera la solidaritat tribal i ètnica i va reemplaçar tots dos conceptes amb un sentit d'interessos compartits entre els individus.

### Propaganda
La revolució abbàssida proporciona un dels primers exemples medievals de l'eficàcia de la propaganda. L'Estendard Negre desplegat a l'inici de la fase oberta de la revolució portava les connotacions messiàniques a causa del rebel·lions fracassades en el passat pels membres de la família de Mahoma, amb marcades inclinacions escatològiques i mil·lenàries. Els abbàssides, els líders dels quals eren descendents de l'oncle de Mahoma, Abbàs ibn Abd-al-Múttalib, van tenir repetides representacions històriques de l'assassinat del net de Mahoma al-Hussayn ibn Alí ibn Abi-Tàlib per l'exèrcit del segon governant omeia Yazid I, seguit de promeses de retribució. Es va recalcar el llegat de la família de Mahoma, sense entrar en els detalls de com pensaven governar els abbàssides. Curosament van revisar cròniques musulmanes per posar més èmfasi en la relació entre Mahoma i el seu oncle. Es van passar més d'un any preparant la seva campanya de propaganda contra els omeies. Hi havia un total de setanta propagandistes en tota la província de Khorasan, operant sota dotze funcionaris centrals.

### Secret
La revolució abbàssida es distingeix per una sèrie de tàctiques que estaven absents en les altres rebel·lions anti-omeies fetes fins al moment. La principal de les tàctiques va ser el secret. Mentre que les rebel·lions xiïtes i d'altres del moment estaven dirigides per líders coneguts públicament que feien peticions clares i ben definides, els abbàssides no solament van amagar les seves identitats sinó també la seva preparació i la seva mateixa existència. No van anunciar com As-Saffah passaria a ser el primer califa abbàssida, no es van presentar per rebre la promesa de lleialtat de la gent fins després que el califa omeia i un gran nombre dels seus prínceps ja eren morts.
Fins i tot la personalitat del comandant abbàssida Abu-Múslim al-Khurassaní és especialment misteriosa; inclòs el seu nom, que literalment significa «pare d'un musulmà del Khorasan» no donava cap informació significativa sobre ell. També avui dia, encara que els estudiosos estan segurs que era un personatge real, existeix un ampli consens que tots els suggeriments concrets de la seva identitat són dubtosos. També el propi Abu-Múslim desanimat per les seves investigacions sobre els seus orígens, va recalcar la seva religió i lloc de residència «que era tot el que importava».

## Conseqüències

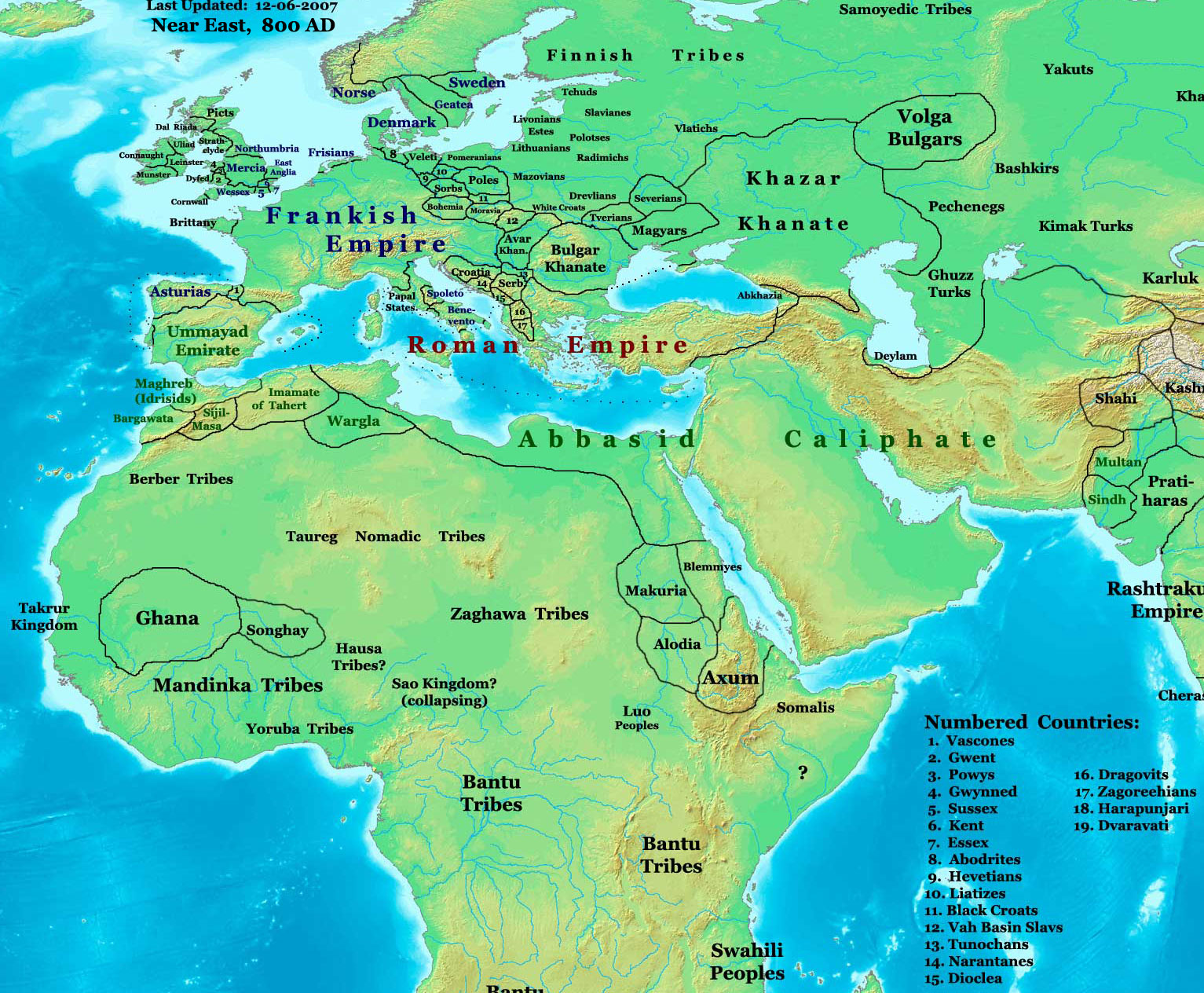
Les fronteres nacionals a la regió de l'any 800.

Els vencedors van profanar les tombes dels omeies a Síria, només va quedar la d'Umar II, i la majoria dels restants membres de la família omeia van ser localitzats i morts. Quan els abbàssides van declarar una amnistia per als membres de la família omeia, vuitanta es van reunir a Jaffa per rebre els indults i tots van ser massacrats.
En el període immediatament posterior, els abbàssides van intentar consolidar el seu poder contra els ex aliats que ara els consideraven com a rivals. Cinc anys després que la revolució fos un èxit, el segon califa abbàssida al-Mansur, va acusar Abu-Múslim d'heretgia i traïció i va ser executat al palau l'any 755 encara que el propi Abu-Múslim li va recordar al califa que va ser ell qui va posar els abbàssides en el poder. El malestar per la brutalitat del califa i l'admiració per Abu-Múslim van portar els musulmans a rebel·lions contra la dinastia abbàssida al llarg de Khorasan i el Kurdistan.
Encara que els xiïtes van ser fonamentals per a l'èxit de la revolució, els abbàssides van intentar reivindicar l'ortodòxia a la llum dels excessos dels omeies que van portar a la contínua persecució dels xiïtes. D'altra banda, els no musulmans van recuperar els càrrecs del govern que havien perdut sota els omeies. Jueus, nestorians cristians, zoroastrians i budistes es van veure integrats en un imperi més cosmopolita centrat en la nova ciutat ètnica i religiosament diversa de Bagdad.
Els abbàssides van ser essencialment titelles de governants seculars des del 950, encara que el seu llinatge com a califes nominals va continuar fins al 1258 quan les hordes dels mongols van matar l'últim califa abbàssida a Bagdad. El període de govern real dels abbàssides va durar gairebé dos-cents anys.
Un net d'Hixam ibn Abd-al-Màlik, Abd-ar-Rahman I ad-Dàkhil, va sobreviure i va establir un regne a l'Àndalus després de cinc anys de viatge cap a l'oest. Al llarg de trenta anys, va expulsar els governants fihrids i va resistir les incursions abbàssides per establir l'Emirat de Còrdova. Això es considera una extensió de la dinastia omeia, i van governar des de Còrdova del 756 fins a 1031.

## Llegat
La revolució abbàssida ha estat de gran interès per als historiadors occidentals i musulmans. Segons el professor de sociologia de la Universitat Estatal de Nova York, Saïd Amir Arjomand, les interpretacions analítiques de la revolució són escasses, la majoria de les discussions simplement formen part de la interpretació iraniana o àrab dels esdeveniments. Amb freqüència, els primers historiadors europeus consideraven el conflicte únicament com un aixecament no àrab contra els àrabs. Bernard Lewis, professor emèrit d'Estudis del Pròxim Orient en la Universitat de Princeton, assenyala que mentre la revolució sovint s'ha caracteritzat com una victòria persa i derrota àrab, el califa continuava sent àrab, la llengua de l'administració era àrab i la noblesa àrab no es va veure obligada a renunciar a les seves propietats de terra; més aviat, els àrabs van ser simplement obligats a compartir els fruits de l'imperi amb altres races.

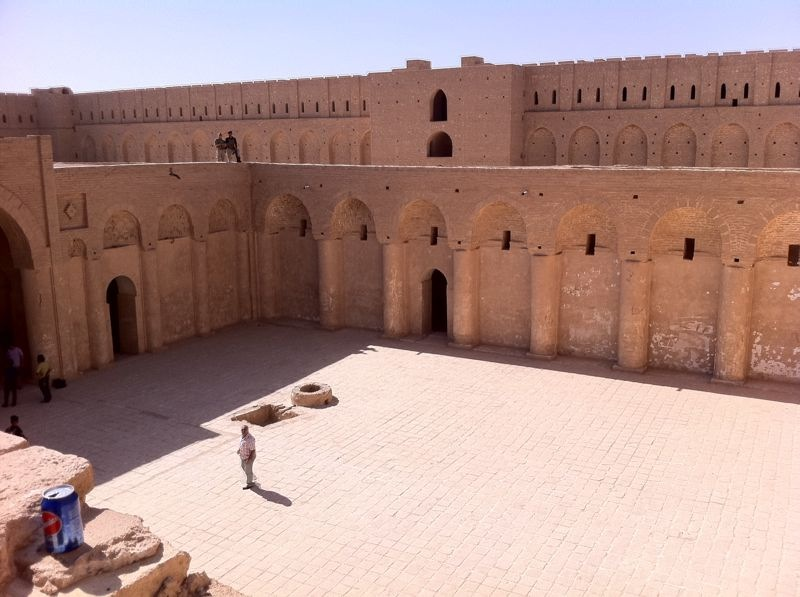
La fortalesa Al-Ukhaydir, un dels primers exemples de l'arquitectura abbàssida. Se suposa que fou una obra del segle VIII i que podria ser el lloc propietat de l'abbàssida Issa ibn Mussa, governador de Kufa (775-776), on aquest es va retirar quan fou desposseït dels seus drets successoris per al-Mahdí.

Charles William Previté-Orton sosté que les raons para el declivi dels omeies van ser la ràpida expansió de l'Islam. Durant el període omeia, les conversions massives van atreure iranians, amazics, coptes i assiris a l'Islam. Aquests «clients», com els àrabs es referien a ells, eren sovint més educats i civilitzats que els seus amos àrabs. Els nous conversos, sobre la base de la igualtat de tots els musulmans, van transformar el panorama polític. Previté-Orton també sosté que la disputa entre Síria i l'Iraq va afeblir encara més l'imperi.
La revolució va donar lloc a la concessió del vot a les persones no àrabs que s'havien convertit a l'Islam, atorgant-los igualtat social i espiritual amb els àrabs. Amb les restriccions socials eliminades, l'Islam va canviar d'un imperi ètnic àrab a una religió universal. Això va donar lloc a un gran intercanvi cultural i científic conegut com l'edat d'or de l'islam, amb la majoria dels assoliments que van tenir lloc sota els abbàssides. El que més tard va ser conegut com la civilització i cultura islàmica va ser definida pels abbàssides, en lloc dels anteriors califats de Rashidun i Omeia. Es van acceptar les noves idees en tots els àmbits de la societat, independentment del seu origen geogràfic, i el ressorgiment de les institucions socials que eren més islàmiques que àrabs. Encara que una classe de clericat musulmà va estar absent durant el primer segle de l'Islam, va ser amb la Revolució abbàssida i després que els ulemes van aparèixer com una força en la societat, posicionant-se com els àrbitres de la justícia i l'ortodòxia.
Amb el moviment cap a l'est de la capital de Damasc a Bagdad, l'imperi Abbàssida finalment va adquirir un caràcter marcadament persa, en contraposició al caràcter àrab del califat omeia. Els governants es van fer cada vegada més autocràtics, de vegades reclamant el dret diví en defensa de les seves accions.

## Historiografia
Una història exacta i completa de la revolució ha demostrat ésser difícil de compilar per una sèrie de raons. No hi ha relats de l'època, i la majoria de les fonts van ser escrites més d'un segle després de la revolució. I perquè la majoria d'aquestes fonts històriques van ser escrites sota el domini abbàssida, la descripció dels omeies s'ha de prendre amb cura; les fonts descriuen els omeies, en el millor dels casos, com simples canvis de posició entre els califats de Rashidun i dels abbàsides.
La historiografia de la revolució és especialment significativa a causa de la dominació abbàssida a la majoria de les primeres narratives històriques musulmanes; va ser durant el seu govern que la història es va establir en el món musulmà com un camp independent separada de la literatura en general. El període inicial de dos-cents anys quan els abbàssides efectivament posseïen el poder de fet sobre el món musulmà va coincidir amb la primera composició de la història musulmana. Un altre punt, a tenir en compte, és que mentre la revolució abbàssida tenia un rerefons religiós contra els omeies irreligiosos i quasi seculars, una separació de la religió i l'estat es va produir també sota els abbàssides. Enquestes historiogràfiques sovint se centren en la consolidació del pensament i ritus musulmans sota els abbàssides, amb els conflictes entre classes separades dels governants i clergues donant lloc a l'eventual separació de l'imperi de la religió i la política.